# Epicypta paulistensis
Epicypta paulistensis är en tvåvingeart som beskrevs av Lane 1948. Epicypta paulistensis ingår i släktet Epicypta och familjen svampmyggor. Inga underarter finns listade i Catalogue of Life.